# Слидрехт
Слидрехт (нидерл. Sliedrecht) — город и община в провинции Южная Голландия Нидерландов.

## География и экономика
Общая площадь общины составляет 14,00 км², причём 1,22 км² из них покрыты водой. Слидрехт является промышленным городом, он расположен на северном берегу Бенеден-Мерведе, к востоку от Дордрехта и к западу от Хардинксвелд-Гиссендама. В городе имеется железнодорожная станция на ветке Дордрехт—Тил и речной порт. По данным центрального бюро статистики Нидерландов (CBS, от нидерл. Centraal Bureau voor de Statistiek), в 2010 году (на 31 декабря) население Слидрехта составили 24 053 человека.
Слидрехт является крупнейшим в стране центром по производству гидротехнического оборудования для дноуглубительных работ. Там же находится национальный музей земснарядов и экскаваторов Nationaal Baggermuseum.

## История
В 1277 году граф Голландии Флорис V (нидерл. Floris V, 1254—1296) на территории Слидрехта построил дамбу на Мерведе, однако после крупного наводнения 18 ноября 1421 года жители поселения были вынуждены искать другое место поселения.
Наибольший расцвет Слидрехта пришёлся на XVII век, процветали ремёсла и рыболовство. Так же поселение было известно добычей сырья для строительства дамб. Статус города и герб Слидрехт получил в 1816 году

## Города-побратимы
- Орэштие, жудец Хунедоара, Румыния (с 2003 года)[6].